# 罗蕾莱喷泉
罗蕾莱喷泉又名海因里希·海涅纪念碑，是位于美國纽约布朗克斯的一座纪念建筑以及噴泉。该喷泉由德国雕塑家恩斯特·赫尔特设计，該噴泉的原材料白大理石来自意大利拉萨。1899年，喷泉在其目前所处的地点正式揭幕，該噴泉主要是為了紀念德国诗人、作家海因里希·海涅。
海涅曾写过一首有關罗蕾莱的诗。按原计划，该纪念碑将被树立在海涅的故乡杜塞尔多夫，但在当时的德意志帝国国内的反犹主义和民族主义政治宣传的阻碍下，纪念碑未能在1897年——即海涅诞辰一百周年的年份——完工。